# ريكاردو ألفيس
ريكاردو ألفيس هو لاعب كرة قدم برتغالي في مركز الوسط، ولد في 25 مارس 1993 في لوروسا في البرتغال. شارك مع منتخب البرتغال تحت 17 سنة لكرة القدم ومنتخب البرتغال تحت 18 سنة لكرة القدم ومنتخب البرتغال تحت 19 سنة لكرة القدم ومنتخب البرتغال تحت 20 سنة لكرة القدم. أما مع النوادي، فقد لعب مع رابيد بوخارست ونادي أولمبيا ليوبليانا ونادي بيلينينسش ونادي بورتيمونينسي.

## وصلات خارجية
- ريكاردو ألفيس على موقع الاتحاد الدولي (مؤرشف)  (الإنجليزية)
- ريكاردو ألفيس على موقع الاتحاد الأوربي (الإنجليزية)
- ريكاردو ألفيس على موقع قاعدة بيانات كرة القدم.إي يو (الإنجليزية)
- ريكاردو ألفيس على موقع Soccerway.com (الإنجليزية)
- ريكاردو ألفيس على موقع عالم كرة القدم.نت (الإنجليزية)
- ريكاردو ألفيس على موقع AS.com (الإسبانية)